# Teddy Bear (japoński singel StayC)
Teddy Bear -Japanese Ver.- – drugi japoński singel południowokoreańskiej grupy STAYC. Został wydany 5 kwietnia 2023 roku w wersji Digital download i CD.
Wydanie fizyczne będzie dostępne w ośmiu wersjach: limitowanej, regularnej oraz sześciu wersjach dedykowanych członkiniom grupy.

## Lista utworów
| CD | CD                           | CD                       | CD               | CD         | CD      |
| Nr | Tytuł utworu                 | Tekst                    | Kompozycja       | Aranżacja  | Długość |
| -- | ---------------------------- | ------------------------ | ---------------- | ---------- | ------- |
| 1. | „Teddy Bear -Japanese Ver.-” | B.E.P, FLYT, Co-sho      | B.E.P, FLYT      | FLYT, Rado | 3:09    |
| 2. | „Stereotype -Japanese Ver.-” | B.E.P, Jeon Goon, Pa-Non | B.E.P, Jeon Goon | Rado       | 3:11    |

## Notowania
| Lista                                     | Najwyższa pozycja wykres tygodniowy |
| ----------------------------------------- | ----------------------------------- |
| Japonia (Japan Hot 100)                   | 45                                  |
| Japonia (Oricon)                          | 5                                   |
| Japonia (Japan Combined Singles (Oricon)) | 20                                  |